# Schwaberwegen
Schwaberwegen ist ein Gemeindeteil der Gemeinde Forstinning im Landkreis Ebersberg (Oberbayern, Bayern).

## Geographie
Das Dorf Schwaberwegen liegt westlich von Forstinning, an der Kreuzung der Staatsstraße 2080 von Ebersberg nach Markt Schwaben und der Kreisstraße EBE 5 von Forstinning nach Anzing, die hier Münchener Straße heißt. Südlich vom Ortsrand beginnt der Ebersberger Forst, nördlich liegt der Forstinninger Gemeindeteil Moos und die A 94. Im Westen liegt der Forstinninger Gemeindeteil Niederried.

## Geschichte

Gasthof zum Vaas

Nah dem heutigen Schwaberwegen führte früher eine Römerstraße durch die Region von Ost nach West. Die Straßenkreuzung hatte schon im frühen Mittelalter eine wichtige Bedeutung, unter anderem als Verbindung vom Kloster Ebersberg nach Schwaben (dem heutigen Markt Schwaben). Im 14. Jahrhundert wird die Siedlung erstmals als „Swoberwegen“ erwähnt. Bis zu den 1860er Jahren gab es aber keine Gebäude an der Kreuzung selbst. Der Forstinninger Johann Obermayr kaufte 1864 in der Nordwestecke ein Grundstück und errichtete darauf ein Wirtshaus, nebst Stallungen, den „Gasthof Schwaberwegen“, der heute „Gasthof zum Vaas“ heißt.
1958 fanden Kinder beim Spielen 3000 alte Silbermünzen im alten Hirschanwesen in Schwaberwegen. Möglicherweise stammt der Schatz aus der Zeit des Spanischen Erbfolgekriegs. Das jüngste Prägedatum auf einer Münze war 1705.

## Persönlichkeiten
- Hans Schaumann († 1999 in Schwaberwegen), deutscher Gewerkschafter

## Sonstiges
In Schwaberwegen wurden Szenen für die Serie Irgendwie und Sowieso gedreht.